# Chung kết UEFA Europa League 2020
Trận chung kết UEFA Europa League 2020 là trận đấu cuối cùng của UEFA Europa League 2019-20, mùa giải thứ 49 của giải đấu bóng đá các câu lạc bộ cao thứ nhì châu Âu được tổ chức bởi UEFA, và là mùa giải thứ 11 kể từ khi nó được đổi tên từ Cúp UEFA thành UEFA Europa League. Trận đấu được diễn ra tại Sân vận động RheinEnergie ở Cologne, Đức vào ngày 21 tháng 8 năm 2020 giữa câu lạc bộ Tây Ban Nha Sevilla và câu lạc bộ Ý Inter Milan. Trận đấu được tổ chức đằng sau những cánh cửa đóng do đại dịch COVID-19 ở châu Âu.
Trận chung kết ban đầu dự kiến được diễn ra vào ngày 27 tháng 5 năm 2020 tại Sân vận động Energa Gdańsk ở Gdańsk, Ba Lan. Tuy nhiên, UEFA thông báo vào ngày 23 tháng 3 năm 2020 rằng trận chung kết đã bị hoãn do đại dịch COVID-19. Vào ngày 17 tháng 6 năm 2020, Ủy ban điều hành UEFA lựa chọn dời trận chung kết đến Cologne, như một phần của "giải đấu dành cho 8 đội cuối cùng" bao gồm các cặp đấu một trận loại trực tiếp được diễn ra ở 4 sân vận động khắp Đức.
Sevilla giành chiến thắng 3–2 để có kỷ lục lần thứ sáu vô địch Cúp UEFA/Europa League. Với tư cách nhà vô địch, họ giành quyền thi đấu với nhà vô địch của UEFA Champions League 2019-20, Bayern Munich trong trận Siêu cúp châu Âu 2020. Họ cũng đủ điều kiện để tham dự vòng bảng của UEFA Champions League 2020-21; vì Sevilla đã giành quyền tham dự thông qua thành tích ở giải vô địch quốc gia của họ, suất dự dành riêng đó được đưa cho đội đứng thứ ba của Ligue 1 2019-20 (Rennes), hiệp hội xếp hạng 5 theo danh sách tham dự của mùa sau.

## Các đội bóng
Trong bảng sau đây, các trận chung kết đến năm 2009 thuộc kỷ nguyên Cúp UEFA, kể từ năm 2010 thuộc kỷ nguyên UEFA Europa League.
| Đội         | Các lần tham dự trận chung kết trước (in đậm thể hiện năm vô địch) |
| ----------- | ------------------------------------------------------------------ |
| Sevilla     | 5 (2006, 2007, 2014, 2015, 2016)                                   |
| Inter Milan | 4 (1991, 1994, 1997, 1998)                                         |

## Địa điểm

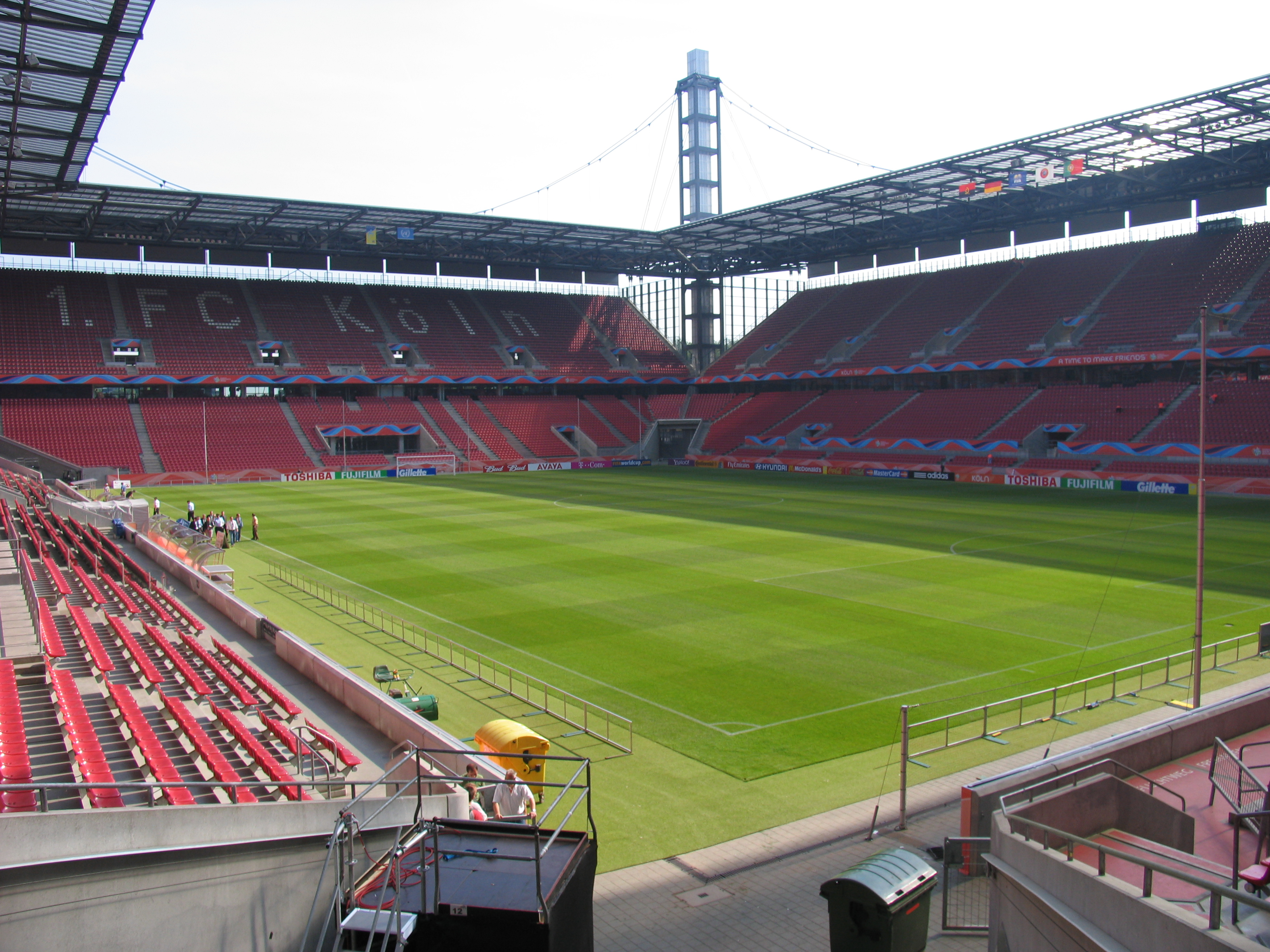
Sân vận động được đổi tên thành "Stadion Köln" (Sân vận động Köln) cho trận đấu.

Ủy ban điều hành UEFA lựa chọn Sân vận động RheinEnergie ở Cologne là nơi tổ chức trận chung kết tại cuộc họp của họ vào ngày 17 tháng 6 năm 2020. Đây là trận chung kết giải đấu câu lạc bộ UEFA đầu tiên được tổ chức tại sân vận động này và là trận chung kết Europa League đầu tiên được diễn ra ở Đức kể từ năm 2010. Trong kỷ nguyên chung kết hai lượt, quốc gia này đã tổ chức một hoặc cả hai lượt trận 11 lần, trước khi tổ chức trận chung kết Cúp UEFA 2001 đấu một lượt duy nhất ở Dortmund và trận chung kết 2010 ở Hamburg.
Sân vận động lần đầu mở cửa vào năm 1923 với tên gọi Sân vận động Müngersdorfer và sân nhà của câu lạc bộ Bundesliga Đức FC Köln kể từ năm 1948. Nó đã trải qua hai lần cải tạo lớn trong suốt thời gian tồn tại. Nó đã tổ chức UEFA Euro 1988 cũng như là FIFA Confederations Cup 2005 và FIFA World Cup 2006.

## Bối cảnh
Trận đấu này là trận chung kết Cúp UEFA/Europa League kỷ lục lần thứ sáu cho Sevilla, đội bóng thành công nhất trong lịch sử giải đấu. Câu lạc bộ này đã giành chiến thắng tất cả các trận chung kết trước đó của họ vào năm 2006, 2007, 2014, 2015 và 2016.
Inter Milan đi đến trận chung kết Cúp UEFA/Europa League thứ năm, đứng nhì chỉ sau Sevilla. Họ đã từng giành chiến thắng ba trận chung kết vào năm 1991, 1994 và 1998, và thua trước Schalke 04 vào năm 1997. Họ là đội bóng Ý đầu tiên đi đến một trận chung kết Cúp UEFA/Europa League kể từ Parma vào năm 1999.

## Đường đến trận chung kết
Ghi chú: Trong tất cả các kết quả dưới đây, tỉ số của đội lọt vào chung kết được đưa ra trước tiên (N: sân nhà; K: sân khách; TL: sân trung lập).
| VT | Đội           | ST | Đ  |
| -- | ------------- | -- | -- |
| 1  | Sevilla       | 6  | 15 |
| 2  | APOEL         | 6  | 10 |
| 3  | Qarabağ       | 6  | 5  |
| 4  | F91 Dudelange | 6  | 4  |

| VT | Đội               | ST | Đ  |
| -- | ----------------- | -- | -- |
| 1  | Barcelona         | 6  | 14 |
| 2  | Borussia Dortmund | 6  | 10 |
| 3  | Inter Milan       | 6  | 7  |
| 4  | Slavia Prague     | 6  | 2  |

## Trước trận đấu

Nhận dạng ban đầu của trận chung kết UEFA Europa League 2020

### Nhận dạng
Nhận dạng ban đầu của trận chung kết UEFA Europa League 2020 được tiết lộ tại lễ bốc thăm vòng bảng vào ngày 30 tháng 8 năm 2019.

### Đại sứ
Đại sứ cho trận chung kết Gdańsk ban đầu là cựu tuyển thủ người Ba Lan Andrzej Buncol, người đã vô địch Cúp UEFA 1987-88 với Bayer Leverkusen.

### Tổ trọng tài
Vào ngày 18 tháng 8 năm 2020, UEFA lựa chọn trọng tài người Hà Lan Danny Makkelie là người điều khiển cho trận chung kết. Makkelie là một trọng tài FIFA kể từ năm 2011, và đã từng là trợ lý trọng tài bổ sung trong trận chung kết UEFA Europa League 2018 và là trợ lý trọng tài video trong trận chung kết UEFA Champions League 2019. Ông cũng là một trợ lý tổ trợ lý trọng tài video trong trận chung kết FIFA World Cup 2018. Ông cùng tham gia làm việc với 4 trọng tài đồng hương của ông, với Mario Diks và Hessel Steegstra là trợ lý trọng tài, Jochem Kamphuis là trợ lý trọng tài video và Kevin Blom là một trong những trợ lý tổ trọng tài VAR. Trợ lý VAR còn lại cho trận chung kết là Paweł Gil từ Ba Lan, với trọng tài đồng hương của ông Tomasz Sokolnicki làm trọng tài VAR bắt việt vị. Anastasios Sidiropoulos của Hy Lạp làm trọng tài thứ tư.

## Thông tin trận đấu

### Chi tiết
Đội "chủ nhà" (vì mục đích hành chính) được xác định bằng một lượt bốc thăm bổ sung được tổ chức vào ngày 10 tháng 7 năm 2020 (sau khi bốc thăm vòng tứ kết và vòng bán kết), tại trụ sở UEFA ở Nyon, Thụy Sĩ.
| Sevilla                                | 3–2      | Inter Milan                     |
| -------------------------------------- | -------- | ------------------------------- |
| - De Jong 12', 33' - Lukaku 74' (l.n.) | Chi tiết | - Lukaku 5' (ph.đ.) - Godín 36' |

| Sevilla | Inter Milan |

| GK               | 13 | Yassine Bounou    |     |     |
| RB               | 16 | Jesús Navas (c)   |     |     |
| CB               | 12 | Jules Koundé      |     |     |
| CB               | 20 | Diego Carlos      | 4'  | 86' |
| LB               | 23 | Sergio Reguilón   |     |     |
| RM               | 24 | Joan Jordán       |     |     |
| CM               | 25 | Fernando          |     |     |
| LM               | 10 | Éver Banega       | 45' |     |
| RW               | 5  | Lucas Ocampos     |     | 71' |
| CF               | 19 | Luuk de Jong      |     | 85' |
| LW               | 41 | Suso              |     | 78' |
| Dự bị:           |    |                   |     |     |
| GK               | 1  | Tomáš Vaclík      |     |     |
| GK               | 31 | Javi Díaz         |     |     |
| DF               | 3  | Sergi Gómez       |     |     |
| DF               | 18 | Sergio Escudero   |     |     |
| DF               | 36 | Genaro Rodríguez  |     |     |
| DF               | 40 | Pablo Pérez       |     |     |
| MF               | 17 | Nemanja Gudelj    |     | 86' |
| MF               | 21 | Óliver Torres     |     |     |
| MF               | 22 | Franco Vázquez    |     | 78' |
| FW               | 11 | Munir             |     | 71' |
| FW               | 28 | José Lara         |     |     |
| FW               | 51 | Youssef En-Nesyri |     | 85' |
| Huấn luyện viên: |    |                   |     |     |
| Julen Lopetegui  |    |                   |     |     |

| GK               | 1             | Samir Handanović (c) |     |     |
| CB               | 2             | Diego Godín          |     | 90' |
| CB               | 6             | Stefan de Vrij       |     |     |
| CB               | 95            | Alessandro Bastoni   | 55' |     |
| RM               | 23            | Nicolò Barella       | 41' |     |
| CM               | 77            | Marcelo Brozović     |     |     |
| LM               | 5             | Roberto Gagliardini  | 73' | 78' |
| RW               | 33            | Danilo D'Ambrosio    |     | 78' |
| LW               | 15            | Ashley Young         |     |     |
| CF               | 9             | Romelu Lukaku        |     |     |
| CF               | 10            | Lautaro Martínez     |     | 78' |
| Dự bị:           |               |                      |     |     |
| GK               | 27            | Daniele Padelli      |     |     |
| DF               | 13            | Andrea Ranocchia     |     |     |
| DF               | 31            | Lorenzo Pirola       |     |     |
| DF               | 34            | Cristiano Biraghi    |     |     |
| DF               | 37            | Milan Škriniar       |     |     |
| MF               | 11            | Victor Moses         |     | 78' |
| MF               | 12            | Stefano Sensi        |     |     |
| MF               | 20            | Borja Valero         |     |     |
| MF               | 24            | Christian Eriksen    |     | 78' |
| MF               | 87            | Antonio Candreva     |     | 90' |
| FW               | 7             | Alexis Sánchez       |     | 78' |
| FW               | 30            | Sebastiano Esposito  |     |     |
| Huấn luyện viên: |               |                      |     |     |
| Antonio Conte    | Antonio Conte | Antonio Conte        | 18' |     |

| Cầu thủ xuất sắc nhất trận đấu: Luuk de Jong (Sevilla) Trợ lý trọng tài: Mario Diks (Hà Lan) Hessel Steegstra (Hà Lan) Trọng tài thứ tư: Anastasios Sidiropoulos (Hy Lạp) Trợ lý trọng tài video: Jochem Kamphuis (Hà Lan) Trợ lý tổ trợ lý trọng tài video: Kevin Blom (Hà Lan) Paweł Gil (Ba Lan) Trợ lý trọng tài video bắt việt vị: Tomasz Sokolnicki (Ba Lan) | Luật trận đấu - 90 phút thi đấu chính thức - 30 phút hiệp phụ nếu tỉ số hoà sau thời gian thi đấu chính thức - Loạt sút luân lưu nếu tỉ số vẫn hoà sau 30 phút hiệp phụ - Mỗi đội có 12 cầu thủ dự bị - Mỗi đội có quyền thay tối đa 5 cầu thủ, với cầu thủ thứ sáu được phép thay ở hiệp phụ |

### Thống kê
| Thống kê             | Sevilla | Inter Milan |
| -------------------- | ------- | ----------- |
| Số bàn thắng         | 2       | 2           |
| Tổng số cú sút       | 8       | 4           |
| Số cú sút trúng đích | 5       | 2           |
| Cứu thua             | 0       | 2           |
| Kiểm soát bóng       | 58%     | 42%         |
| Phạt góc             | 1       | 0           |
| Phạm lỗi             | 6       | 11          |
| Việt vị              | 0       | 1           |
| Thẻ vàng             | 2       | 2           |
| Thẻ đỏ               | 0       | 0           |

| Thống kê             | Sevilla | Inter Milan |
| -------------------- | ------- | ----------- |
| Số bàn thắng         | 1       | 0           |
| Tổng số cú sút       | 6       | 5           |
| Số cú sút trúng đích | 1       | 2           |
| Cứu thua             | 2       | 1           |
| Kiểm soát bóng       | 37%     | 63%         |
| Phạt góc             | 0       | 2           |
| Phạm lỗi             | 10      | 8           |
| Việt vị              | 0       | 1           |
| Thẻ vàng             | 0       | 2           |
| Thẻ đỏ               | 0       | 0           |

| Thống kê             | Sevilla | Inter Milan |
| -------------------- | ------- | ----------- |
| Số bàn thắng         | 3       | 2           |
| Tổng số cú sút       | 14      | 9           |
| Số cú sút trúng đích | 6       | 4           |
| Cứu thua             | 2       | 3           |
| Kiểm soát bóng       | 47%     | 53%         |
| Phạt góc             | 1       | 2           |
| Phạm lỗi             | 16      | 19          |
| Việt vị              | 0       | 2           |
| Thẻ vàng             | 2       | 4           |
| Thẻ đỏ               | 0       | 0           |